# Comuna Grozești, Mehedinți
Grozești este o comună în județul Mehedinți, Oltenia, România, formată din satele Cârceni, Grozești (reședința), Păsărani și Șușița.

## Demografie
Componența etnică a comunei Grozești
     Români (92,23%)
     Alte etnii (7,77%)
Componența confesională a comunei Grozești
     Ortodocși (63,01%)
     Baptiști (25,86%)
     Penticostali (2,98%)
     Alte religii (0,27%)
     Necunoscută (7,88%)
Conform recensământului efectuat în 2021, populația comunei Grozești se ridică la 1.879 de locuitori, în scădere față de recensământul anterior din 2011, când fuseseră înregistrați 1.990 de locuitori. Majoritatea locuitorilor sunt români (92,23%). Din punct de vedere confesional, majoritatea locuitorilor sunt ortodocși (63,01%), cu minorități de baptiști (25,86%) și penticostali (2,98%), iar pentru 7,88% nu se cunoaște apartenența confesională.

## Politică și administrație
Comuna Grozești este administrată de un primar și un consiliu local compus din 11 consilieri. Primarul, Gheorghe Coman[*], de la Partidul Social Democrat, este în funcție din 1996. Începând cu alegerile locale din 2024, consiliul local are următoarea componență pe partide politice:
|  | Partid                    | Consilieri | Componența Consiliului | Componența Consiliului | Componența Consiliului | Componența Consiliului | Componența Consiliului | Componența Consiliului | Componența Consiliului |
|  | ------------------------- | ---------- | ---------------------- | ---------------------- | ---------------------- | ---------------------- | ---------------------- | ---------------------- | ---------------------- |
|  | Partidul Social Democrat  | 7          |                        |                        |                        |                        |                        |                        |                        |
|  | Partidul Național Liberal | 2          |                        |                        |                        |                        |                        |                        |                        |
|  | Alianța Dreapta Unită     | 2          |                        |                        |                        |                        |                        |                        |                        |

## Personalități născute aici
- Mihai Boțilă (n. 1952), luptător.

## Vezi și
- Biserica de lemn din Șușița